# Friedrich Karl Walter
Friedrich Karl Walter (* 20. Februar 1881 in Grüssow; † 14. Oktober 1935 in Bremen) war ein deutscher Neurologe, Psychiater, Anatom und Hochschullehrer.

## Leben
Friedrich Karl Walter war der Sohn des Pfarrers Karl Walter und dessen Ehefrau Elisabeth, geborene Klingenberg. Nach dem Abitur absolvierte er von 1901 bis 1906 ein Medizinstudium an den Universitäten Rostock und Leipzig. Er wurde 1908 in Rostock zum Dr. med. promoviert. Seine Assistenzarztzeit verbrachte er bis 1910 an der Psychiatrischen Klinik Basel. Danach war er Assistenzarzt und Prosektor am Anatomischen Institut der Universität Rostock, wo er sich 1911 für Anatomie habilitierte und anschließend als Privatdozent wirkte. Er ließ sich 1912 in Rostock für die Fächer Psychiatrie und Neurologie umhabilitieren und wurde als Anstaltsarzt und Privatdozent an der Psychiatrischen und Nervenklinik in Rostock-Gehlsdorf tätig. Von 1914 bis 1916 nahm er am Ersten Weltkrieg teil. Anschließend kehrte er an die Psychiatrische und Nervenklinik in Rostock-Gehlsdorf zurück, wo er bis 1927 als Oberarzt und außerplanmäßiger außerordentlicher Professor für Psychiatrie wirkte.
Ab 1927 war Walter Direktor des St. Jürgen-Asyls in Bremen, der später in Heil- und Pflegeanstalt Ellen umbenannten Institution. Er hielt 1933 einen Vortrag mit dem Titel „Was ist unwertes Leben vom Standpunkt des Rassenhygienikers aus gesehen?“. Er befürwortete Zwangssterilisationen, war aber kein Parteimitglied. Zur Zeit des Nationalsozialismus wurde er im Mai 1934 aus politischen Gründen vom Direktorenamt entbunden.
Sein Forschungsschwerpunkt lag auf „Nervenregenerationen, Pathologie und Physiologie der Zirbeldrüse und familiärer Idiotie“.

## Schriften
- Über Regeneration peripherer Nerven, 1911 (Dissertation an der Universität Rostock)
- Über den histologischen Bau der Zirbeldrüse. [Aus der psychiatrischen Klinik in Rostock]; Vorl. Mitt., Vortr. i. d. Sitzung am 15. Febr. 1913. Warkentien, Rostock 1913 (Sitzungsber. u. Abh. d. Naturforsch. Gesellsch. zu Rostock, Band 5).
- Die Blut-Liquorschranke: Eine physiolog. u. klin. Studie, G. Thieme, Leipzig 1929